# Que te perdone Dios
A Que te perdone Dios (magyar fordításban Isten majd megbocsát) egy 2015-ben készült mexikói telenovella a Televisától, vezető producere Angelli Nesma Medina.Főszereplői: Zuria Vega, Mark Tacher,  Sergio Goyri, Rebecca Jones, Altaír Jarabo és Sabine Moussier. A sorozat 2015. január 19-én kezdődött a Televisa csatornán.. A sorozat a 2000-ben készült María del Carmen című telenovella remake-je, amelyben Aracely Arambula és Fernando Colunga alakították a főszereplő párost. Magyarországon még nem mutatták be.

## Szereplők

### Főszereplők
| Színész(nő)          | Szerepnév                                  | Magyar hang |
| -------------------- | ------------------------------------------ | ----------- |
| Zuria Vega           | Abigail Rios / Abigail Ramos Flores        |             |
| Mark Tacher          | Dr. Mateo López-Guerra Fuentes             |             |
| Sergio Goyri         | Fausto López-Guerra                        |             |
| Rebecca Jones        | Renata Flores del Angel de López-Guerra    |             |
| Altaír Jarabo        | Diana Montero                              |             |
| Sabine Moussier      | Macaria Rios                               |             |
| Laisha Wilkins       | Ximena Negrete de Zarazua/ Daniela Negrete |             |
| Ana Patricia Rojo    | Efigenia de la Santa Cruz de Ferreira      |             |
| Eric del Castillo    | Don Bruno Flores Riquelme                  |             |
| Raúl Olivo           | Jaime Diaz "Motor"                         |             |
| Carlos Athié         | Maximilano "Max" Zarazúa                   |             |
| Daniela Basso        | Juanita                                    |             |
| Alejandra Robles Gil | Teodora                                    |             |
| María Sorté          | Helena Fuentes vda de López-Guerra         |             |
| Ferdinando Valencia  | Diego Muñoz                                |             |
| Alejandro Ávila      | Lucio Ramirez                              |             |
| Alejandra Ávalos     | Mia Montero de Acosta                      |             |
| Lakshmi Picazo       | Nieves Barragán                            |             |
| Manuel Ojeda         | Meliton                                    |             |
| Alejandra Procuna    | Eduviges de la Santa Cruz de Ferreira      |             |
| Ana Bertha Espín     | Doña Constanza del Angel Vda. de Flores    |             |
| René Strickler       | Dr. Patricio Duarte                        |             |
| Antonio Medellin     | Padre Francisco Ojeda Bernal               |             |
| Oscar Bonfiglio      | Marcelino                                  |             |

### Vendég- és mellékszereplők
| Színész(nő)            | Szerepnév                        | Magyar hang |
| ---------------------- | -------------------------------- | ----------- |
| Zaide Silvia Gutiérrez | Simona Sanchez                   |             |
| Adriano Zendejas       | Antonio "Toño" Sanchez           |             |
| Santiago Hernandez     | Alfredo "Fredy" Sánchez          |             |
| Dacia González         | Vicenta Muñoz                    |             |
| Julio Mannino          | Benito                           |             |
| Irán Castillo          | Renata Flores del Angel (fiatal) |             |
| Brandon Peniche        | Pablo Ramos                      |             |
| Alejandra García       | Macaria Rios (fiatal)            |             |
| Jose Maria Galeano     | Padre Tomas Ojeda Bernal         |             |
| Silvia Valdéz          | Violeta                          |             |
| Jessús Di Alberti      | Estebán                          |             |
| Erik Díaz              | Fausto López-Guerra (fiatal)     |             |
| Christian Vega         | Lucio Ramírez (fiatal)           |             |
| Ricardo Franco         | Gerardo López-Guerra             |             |
| Fabián Robles          | Julio Acosta/Julián Montero      |             |
| Myrrah Saavedra        | Amanda Rios                      |             |
| Héctor Sáez            | Efraín Barragán nyomozó          |             |
| Moises Arizmendi       | Porfirio Ramirez                 |             |
| Rafael Amador          | Cantinero                        |             |
| Jorge de Marín         | Dr. Silva                        |             |
| Iván Caraza            | Manó                             |             |